# Bronwyn Thompson (atleet)
Bronwyn Lee Thompson (Rockhampton, 29 januari 1978) is een voormalige Australische atlete, die was gespecialiseerd in het verspringen. Driemaal nam ze deel aan de Olympische Spelen, maar bleef medailleloos. Ze werd vijf keer Australisch kampioene in het verspringen en is tevens Oceanisch recordhoudster in deze discipline.

## Biografie
Bronwyn was de jongste van vier kinderen. Als kind blonk ze uit in atletiek en volleybal, maar ze besloot zich toe te leggen op atletiek.
Na een onderbreking voor haar studies fysiotherapie nam ze in 2000 een eerste keer deel aan de Olympische Spelen. In Sydney miste ze met een beste sprong van 6,55 m net de finale. Nadien werd er in haar afstootvoet een tumor ontdekt, welke chirurgisch diende verwijderd te worden. In 2001 verbrak ze het Australisch record met een sprong van 6,88. Nadien verbrak ze in 2002 haar eigen record en bracht het op 7,00, wat tevens een Oceanisch record was.
Ook nadien bleven blessures echter vaak voor problemen zorgen. Op de Gemenebestspelen 2002 was ze nochtans gestart als favoriete, maar door een blessure eindigde ze op een zesde plaats. Op het WK 2003 sprong Thompson naar een zevende plaats met een beste sprong van 6,48.
Op de Olympische Spelen van 2004 in Athene sprong ze naar 6,96, goed voor vierde plaats (na drie Russische atletes Tatjana Lebedeva, Irina Simagina en Tatjana Kotova). Amper een week later liep Thompson opnieuw een blessure op, ditmaal aan de knie. Deze blessure betekende bijna het einde van haar loopbaan, maar na een jaar afwezigheid maakte ze dan toch haar wederoptreden.
Op de Gemenebestspelen in 2006 in Melbourne toonde ze opnieuw haar beste vorm en sprong ze met 6,97 naar een gouden medaille in het verspringen. Datzelfde jaar eindigde Thompson in haar specialiteit ook tweede tijdens de IAAF Wereldatletiekfinale.
Nadien nam Thompson nog deel aan het WK 2007 en Olympische Spelen van 2008 in Peking, maar ze geraakte niet meer in de finale.
In 2009 beëindigde ze haar loopbaan.

## Titels
- Australisch kampioene verspringen – 2002, 2003, 2006, 2007, 2008

## Persoonlijke records
| Onderdeel   | Prestatie   | Datum        | Plaats    |
| ----------- | ----------- | ------------ | --------- |
| 100 m       | 12,03 s     | 3 maart 2006 | Brisbane  |
| verspringen | 7,00 m (AR) | 7 maart 2002 | Melbourne |

## Palmares

### verspringen
- 2003: 7e WK – 6,48 m
- 2004: 4e OS – 6,96 m
- 2006:  Gemenebestspelen – 6,97 m
- 2006:  Wereldatletiekfinale – 6,77 m